# Microliotia mirabilis
Microliotia mirabilis is een slakkensoort uit de familie van de Pickworthiidae. De wetenschappelijke naam van de soort is voor het eerst geldig gepubliceerd in 1991 door Kuroda & Habe.